# Калиновский (Ростовская область)
Кали́новский — хутор в Шолоховском районе Ростовской области России.
Входит в состав Меркуловского сельского поселения.

## География
Расстояние до районного центра с учётом доступа транспортом — 38 км.

## Население
| 2010 |
| ---- |
| 427  |

## Улицы
| - ул. Молодёжная, - ул. Нагорная, - ул. Платова, - ул. Солдатова, - ул. Центральная, | - пер. Мостовой, - пер. Южный. |